# Resolució 1367 del Consell de Seguretat de les Nacions Unides
La Resolució 1367 del Consell de Seguretat de les Nacions Unides fou adoptada per unanimitat el 10 de setembre de 2001. Després de recordar les resolucions 1160 (1998), 1199 (1998), 1203 (1998) i reafirmar les resolucions 1244 (1999) i 1345 (2001), en particular, el Consell va donar per acabat l'embargament d'armes contra la República Federal de Iugoslàvia (Sèrbia i Montenegro) després d'haver satisfet les demandes del Consell de retirar-se de Kosovo i permetre el començament d'un diàleg polític.
El Consell de Seguretat va observar que les exigències contingudes en la Resolució 1160 havien quedat satisfetes i van reconèixer la difícil situació de seguretat al llarg de la frontera administrativa de Kosovo i la República Federal de Iugoslàvia. Es continuaria impedint l'entrada d'armes i municions a Kosovo. El secretari general Kofi Annan va declarar que la República Federal de Iugoslàvia havia permès l'accés a Kosovo a les organitzacions humanitàries i l'Alt Comissionat de les Nacions Unides per als Drets Humans.
Actuant sota el Capítol VII de la Carta de les Nacions Unides, el Consell va rescindir l'embargament d'armes i va dissoldre el Comitè del Consell de Seguretat encarregat de controlar les sancions.